# 豫南会战
豫南會戰為1941年1月至3月，中國第五戰區部隊在河南省南部對日軍華中派遣軍第11軍進行的防禦戰役。

## 背景
1941年1月，日軍為消滅豫南地區國軍第5戰區主力部隊，以華中派遣軍第11軍為主，在華北方面軍一部配合下， 糾集步兵7個師、騎兵1個旅、戰車3個團的兵力，在司令官園部和一郎的指揮下，分左、中、右3個兵團，準備向豫南發起進攻。 第5戰區司令長官李宗仁決定採用避實擊虛的戰略，留少數兵力正面抗擊，主力轉向兩翼，待日軍進攻兵力分散之時，從其兩側及背後圍殲之。
國軍一部在平漢路西平附近阻擊日軍，另一部在日軍後方截斷交通，以主力預伏于方城、泌陽以東及上蔡、汝南一帶，伏擊向堰城、舞陽北進之日軍。

## 經過
1月26日日軍攻佔確山、邢店、高邑、泌陽一線。
1月27日日軍推進至駐馬店、汝南、沙河店、龍王廟一線。
1月29日沿平漢路及西側快速北進的中路日軍，由於國軍已撤出沿線地區，使其尋找守軍主力的企圖落空。日軍左、右兩路兵團分別受到國軍第13軍和第85軍的攻擊，損失慘重。
1月31日日軍變更部署，將中央第17師團一部向左右兩翼迂回，其一部由遂平經上蔡向右旋回，企圖與汝南北進之右路第40師團南北夾擊第85軍；中央第17師團主力則由遂平分兩路經西平向舞陽方面迂回；左路第3師團主力也向舞陽推進，企圖南北夾擊第13軍。國軍第85軍和第13軍在日軍完成合圍之前，分別向葉縣、郾城及沙河以北地區轉移，使日軍再次撲空。與此同時，國軍第2集團軍從泌陽、唐河及其以北地區向舞陽日軍後方攻擊，切斷其後方聯絡線。此時，日軍由於側背受到中國軍隊攻擊，正陽已被國民革命軍克復，後方交通受到威脅。
2月1日日軍回撤。
2月21日日軍第3師團除留一部于舞陽對北警戒外，主力向鎮平、南陽轉進；另分兵經象河關向泌陽轉進，企圖夾擊國軍第2集團軍。國軍第13軍乘機反攻，克復了保安寨、舞陽，續向方城追擊。
3月4日日軍第3師團先後攻陷南陽、唐河。
3月6日國軍第59軍進行反擊收復南陽。
3月7日日軍第17師團轉進至象河關附近，遭到國軍第68軍截擊，傷亡甚重，轉向信陽方面退卻。
3月11日全線恢復戰前態勢，會戰結束。

## 外部連結
- （中文） 榮民文化網 （页面存档备份，存于）